# Pachydelphus tonqui
Pachydelphus tonqui är en spindelart som beskrevs av Rudy Jocqué och Robert Bosmans 1983. Pachydelphus tonqui ingår i släktet Pachydelphus och familjen täckvävarspindlar.
Artens utbredningsområde är Elfenbenskusten. Inga underarter finns listade i Catalogue of Life.